# 니시아적성지영루
《니시아적성지영루》(你是我的城池营垒)는 2021년 방송되었던 중국의 드라마이다. 국내 OTT 서비스 비플릭스에서 볼 수 있다. 바로가기

## 소개
- 신입 레지던트 미카가 병원 합동 특공대 응급구조 훈련에서 엘리트 특수경찰 싱커레이를 만나 처음엔 오해를 겪었지만 여러 번의 구조를 함께하며 싱커레이가 점점 미카의 용감하고 강인한 헌신적인 사랑에 빠지게 되는 과정을 그린 로맨틱 멜로 드라마

## 등장 인물
- 마쓰춘 - 미카 역
- 바이징팅 - 싱커레이 역
- 왕양 (王阳) - 샤오위한 역
- 강패요 (姜珮瑶) - 롼칭샤 역
- 진호 (陈昊) - 슈원보 역
- 장요 (张瑶) - 싱커야오 역